# Ato contra a Importação de Escravos
O Ato contra a Importação de Escravos de 1807 (2 Stat. 426, promulgado em 2 de março de 1807) é uma lei federal dos Estados Unidos que determinava a proibição da importação de novos escravos ou escravizados para os Estados Unidos. Ela entrou em vigor em 1º de janeiro de 1808, a data mais próxima permitida pela Constituição dos Estados Unidos.
Essa legislação foi promovida pelo presidente Thomas Jefferson, que solicitou sua promulgação em seu discurso sobre o Estado da União em 1806. Ele e outros haviam promovido a ideia desde a década de 1770. Ela refletia a força da tendência geral de abolição do comércio internacional de escravos, que a Virgínia, seguida por todos os outros estados, havia proibido ou restringido desde então. A Carolina do Sul, no entanto, havia reaberto seu comércio. O Congresso regulamentou pela primeira vez o comércio na Lei do Comércio de Escravos de 1794. A lei de 1794 acabou com a legalidade dos navios americanos que participavam do comércio. A lei de 1807 não mudou isso - ela tornou toda importação do exterior, mesmo em navios estrangeiros, um crime federal.
O comércio doméstico de escravos nos Estados Unidos não foi afetado pela lei de 1807. De fato, com o fim do fornecimento legal de escravos importados, o comércio interno aumentou em importância. Além disso, persistiu o contrabando de escravizados.

## Contexto
A lei afetou somente a importação ou exportação de escravos e não afetou o comércio interno nos estados ou entre os mesmos. Durante a Revolução Americana, todas as Treze Colônias proibiram seu envolvimento no comércio internacional de escravos (algumas também aboliram a escravidão internamente), mas três delas posteriormente promulgaram legislação legalizando novamente o comércio internacional de escravos. A Seção 9 do Artigo I da Constituição dos Estados Unidos protegeu o envolvimento de um estado no comércio atlântico de escravos por vinte anos da proibição federal. O Artigo V dizia que essa cláusula não poderia ser afetada por emendas constitucionais. Somente a partir de 1º de janeiro de 1808 poderia haver uma lei federal para abolir o comércio internacional de escravos em todos os estados, embora estados individuais pudessem proibi-lo e o fizeram antes dessa data.

A migração ou importação de pessoas que qualquer um dos Estados atualmente existentes julgar apropriado admitir não será proibida pelo Congresso antes do ano de mil oitocentos e oito, mas um imposto ou taxa poderá ser imposto sobre essa importação, não excedendo dez dólares por pessoa.Original (em inglês): The Migration or Importation of such Persons as any of the States now existing shall think proper to admit, shall not be prohibited by the Congress prior to the Year one thousand eight hundred and eight, but a tax or duty may be imposed on such Importation, not exceeding ten dollars for each Person.  (em inglês)
Em 1775, os africanos, tanto livres quanto escravizados, representavam 20% da população das Treze Colônias, o que os tornava o segundo maior grupo étnico depois dos anglo-americanos. Em 1774, as influentes e revolucionárias Resoluções de Fairfax pediram o fim do comércio atlântico de escravos "perverso, cruel e antinatural". Durante a Guerra Revolucionária, todas as Colônias Unidas se comprometeram a proibir seu envolvimento no comércio transatlântico de escravos. Isso foi feito por uma variedade de razões econômicas, políticas e morais, dependendo da colônia. Após a vitória americana em 1783, a Carolina do Sul reabriu seu envolvimento no comércio de escravos até proibi-lo novamente em 1787, mas reabriu-o em 1803, enquanto a Carolina do Norte permitiu o comércio a partir do Tratado de Paris até abolir seu envolvimento no comércio de escravos em 1794 e a Geórgia permitiu o comércio de escravos entre 1783 e encerrou seu comércio internacional em 1798. Em 1807, somente a Carolina do Sul permitia o comércio atlântico de escravos.
Em 22 de março de 1794, o Congresso aprovou a Lei do Comércio de Escravos de 1794, que proibia a fabricação, o carregamento, o equipamento, a equipagem ou a expedição de qualquer navio para uso no comércio de escravos, limitando essencialmente o comércio a navios estrangeiros. Em 5 de agosto de 1797, John Brown, de Providence, Rhode Island, tornou-se o primeiro americano a ser julgado em um tribunal federal conforme a lei de 1794. Brown foi condenado e obrigado a perder seu navio Hope. Na lei de 1798 que criou o Território do Mississippi, o Congresso permitiu que os escravos fossem transferidos do restante dos Estados Unidos para o Território do Mississippi e isentou o território da parte da Portaria do Noroeste de 1787 que abolia a escravidão no Território do Noroeste (atual Centro-Oeste) após 1800. No entanto, a mesma lei também aboliu a importação de escravos para o Território do Mississippi de "partes estrangeiras" (nações estrangeiras). A penalidade para a importação ilegal de escravos do exterior para o território era uma multa de US$ 300. Na Lei do Comércio de Escravos de 1800, o Congresso proibiu o investimento de cidadãos americanos no comércio e o emprego de cidadãos americanos em navios envolvidos no comércio.

## Aprovação da lei
Em 3 de março de 1805, Joseph Bradley Varnum apresentou uma Proposta de Massachusetts para alterar a Constituição e abolir o comércio de escravos. Essa proposta foi arquivada até 1807.
Em 2 de dezembro de 1806, em sua mensagem anual ao Congresso, amplamente reproduzida na maioria dos jornais, o presidente Thomas Jefferson denunciou as "violações dos direitos humanos". Ele disse:

Eu os parabenizo, concidadãos, pela aproximação do período em que vocês podem interpor sua autoridade constitucionalmente, para retirar os cidadãos dos Estados Unidos de toda participação adicional naquelas violações dos direitos humanos que há tanto tempo continuam a ser cometidas contra os habitantes inofensivos da África, e que a moralidade, a reputação e os melhores interesses de nosso país há muito tempo estão ansiosos para proibir.Original (em inglês): I congratulate you, fellow-citizens, on the approach of the period at which you may interpose your authority constitutionally, to withdraw the citizens of the United States from all further participation in those violations of human rights which have been so long continued on the unoffending inhabitants of Africa, and which the morality, the reputation, and the best interests of our country, have long been eager to proscribe.— John Paul Kaminski  (em inglês)
Sob a liderança de Varnum, a legislação tramitou no Congresso e foi aprovada em ambas as câmaras em 2 de março de 1807. A Câmara e o Senado concordaram com um projeto de lei, aprovado em 2 de março de 1807, chamado An Act to prohibit the importation of slaves into any port or place within the jurisdiction of the United States, from and after the first day of January, in the year of our Lord, One Thousand Eight Hundred and Eight. A medida também regulamentou o comércio de escravos no litoral. O presidente Thomas Jefferson assinou o projeto de lei em 2 de março de 1807. Muitos no Congresso acreditavam que a lei condenaria a escravidão no Sul, mas estavam enganados.
O papel da Marinha foi ampliado para incluir patrulhas nas costas de Cuba e da América do Sul. A data de vigência da lei, 1º de janeiro de 1808, foi comemorada por Peter Williams Jr., em "An Oration on the Abolition of the Slave Trade" (Um discurso sobre a abolição do comércio de escravos), proferido na cidade de Nova Iorque.

## Eficácia e processos judiciais por escravidão
Embora não se conheçam os números exatos, os historiadores estimam que até 50.000 escravos foram importados ilegalmente para os Estados Unidos depois de 1808, principalmente através da Flórida espanhola e do Texas, antes que esses estados fossem admitidos na União. No entanto, o governador da Carolina do Sul, Henry Middleton, estimou em 1819 que 13.000 escravos africanos contrabandeados chegavam todos os anos.:160
O livro clássico de Carl C. Cutler sobre registros de clippers americanos:

A lei que proibiu o comércio de escravos em 1808 forneceu outra fonte de demanda para embarcações rápidas e, por mais meio século, os navios continuaram a ser equipados e financiados para esse comércio por muitos cidadãos respeitáveis na maioria dos portos americanos. Os jornais da década de 50 contêm referências ocasionais ao número de navios que partiam de várias cidades para esse tráfego. Um relato afirmava que, em 1859, havia sete navios negreiros regularmente equipados em Nova York e muitos outros em todos os portos maiores.Original (em inglês): The act outlawing the slave trade in 1808 furnished another source of demand for fast vessels, and for another half century ships continued to be fitted out and financed in this trade by many a respectable citizen in the majority of American ports. Newspapers of the fifties contain occasional references to the number of ships sailing from the various cities in this traffic. One account stated that as late as 1859 there were seven slavers regularly fitted out in New York, and many more in all the larger ports.— Carl C. Cutler  (em inglês)
Em 1820, o tráfico de escravos tornou-se um crime capital com uma emenda à Lei de 1819 para Proteger o Comércio dos Estados Unidos e Punir o Crime de Pirataria. Um total de 74 casos de tráfico de escravos foi registrado nos Estados Unidos entre 1837 e 1860, "mas poucos capitães foram condenados, e os que o foram receberam sentenças insignificantes, que geralmente conseguiam evitar". Nathaniel Gordon, enforcado em 1862, foi a única pessoa a ser executada por tráfico ilegal de escravos nos Estados Unidos.
Além disso, após a abolição do comércio de escravos para os Estados Unidos em 1808, muitos americanos continuaram a se envolver no comércio de escravos transportando africanos para Cuba. De 1808 a 1860, quase um terço de todos os navios negreiros eram de propriedade de comerciantes americanos ou foram construídos e equipados em portos americanos. É possível que os cidadãos americanos "tenham transportado duas vezes mais africanos para outros países, como Cuba e Brasil, do que para seus próprios portos".
A Marinha dos EUA demorou a instituir patrulhas antiescravistas nos portos de escravos da África - somente após a legislação de 1820 o presidente recebeu autoridade para usar embarcações navais para essa tarefa. Mesmo assim, as atividades de fiscalização eram esporádicas e, na maioria, ineficazes. A posição dos EUA significava que muitos navios negreiros de outros países hasteavam falsamente a bandeira americana para evitar serem apreendidos pelas patrulhas antiescravistas britânicas. O primeiro navio de guerra dos EUA enviado à costa africana para interceptar embarcações americanas que operavam no comércio ilegal foi o USS Cyane. Um total de cinco navios da Marinha dos Estados Unidos estavam estacionados lá em 1820 e 1821, prendendo 11 escravagistas americanos. Nenhuma outra patrulha antiescravista dos EUA foi realizada até 1842 e, nesse caso, com eficácia limitada devido à pressão política dos estados proprietários de escravos. O comércio atlântico de escravos não foi encerrado até a Guerra Civil dos EUA, quando os navios construídos e gerenciados por americanos foram impedidos de operar.:33, 36, 415-416

## Propostas de reabertura feitas porFire-Eatersantes da Guerra Civil
No Sul, os Fire-Eaters - extremistas pró-escravidão do período anterior à Guerra Civil, conhecido como Antebellum - propuseram a revogação da lei e, mais uma vez, a legalização do comércio internacional de escravos nos Estados Unidos. O historiador Erskine Clarke escreve que esse apelo "era uma expressão descarada de seu desprezo por qualquer sentimento antiescravagista e parte de seu estratagema para dividir a nação e criar uma confederação escravagista". Entre outras coisas, os Fire-Eaters esperavam que a reabertura do comércio internacional de escravos "incendiasse o Norte e que a indignação do Norte fizesse com que os brancos do Sul se unissem e se movessem em direção à secessão".
Além de estimular tensões seccionais, os Fire-Eaters defendiam a reabertura do comércio de escravos para baixar o preço dos escravos, equilibrar os milhões de imigrantes europeus que haviam se estabelecido no Norte e manter a representação do Sul no Congresso, e para afirmar a moralidade da escravidão: "O comércio de escravos tinha que ser legalizado, caso contrário, a escravidão seria ameaçada". Os Fire-Eaters desejavam essencialmente "legitimar o comércio de escravos para afirmar que tanto a escravidão quanto o comércio de escravos africanos eram práticas moralmente aceitáveis" - uma visão que pretendia ser exatamente oposta à dos abolicionistas, que afirmavam a imoralidade da escravidão e do comércio de escravos. Essa visão alarmou até mesmo figuras pró-escravidão, como o ex-presidente John Tyler, que, ao se aposentar, escreveu uma carta amplamente publicada condenando o apelo dos Fire-Eaters para revogar o Artigo 8 do Tratado Webster-Ashburton (que proibia o comércio de escravos). Tyler observou que o Sul havia votado a favor da ratificação do tratado.
A escravidão e a economia do algodão cresceram muito durante a década de 1850, e os preços do algodão voltaram a subir depois de um declínio na década de 1840. Isso, por sua vez, elevou o preço dos escravos, o que levou a mais pressão para reabrir o comércio de escravos para atender à demanda ou baixar os preços. No entanto, nem todos os sulistas tinham essa opinião, pois o alto preço dos escravos beneficiava os proprietários e comerciantes de escravos. Mas o sentimento geral exigia a reabertura do comércio como uma extensão lógica do apoio à escravidão. Os sulistas argumentaram que, se a escravidão era boa, então colocar mais pessoas na escravidão também deveria ser bom e que, se o comércio de escravos no Sul era aceitável, então o comércio de escravos da África também deveria ser aceitável. As convenções dos fazendeiros do sul pediram várias vezes a reabertura do comércio. Isso, é claro, não teve êxito no Congresso. Houve também tentativas das legislaturas estaduais de permitir a importação de "aprendizes" da África, mas sem sucesso. Quando as tentativas de revogar a lei de escravidão fracassaram, alguns passaram a simplesmente ignorá-la. Casos notáveis durante a década de 1850 incluíram escravos contrabandeados a bordo do Wanderer e do Clotilda.